# Francisco Antonio Zea

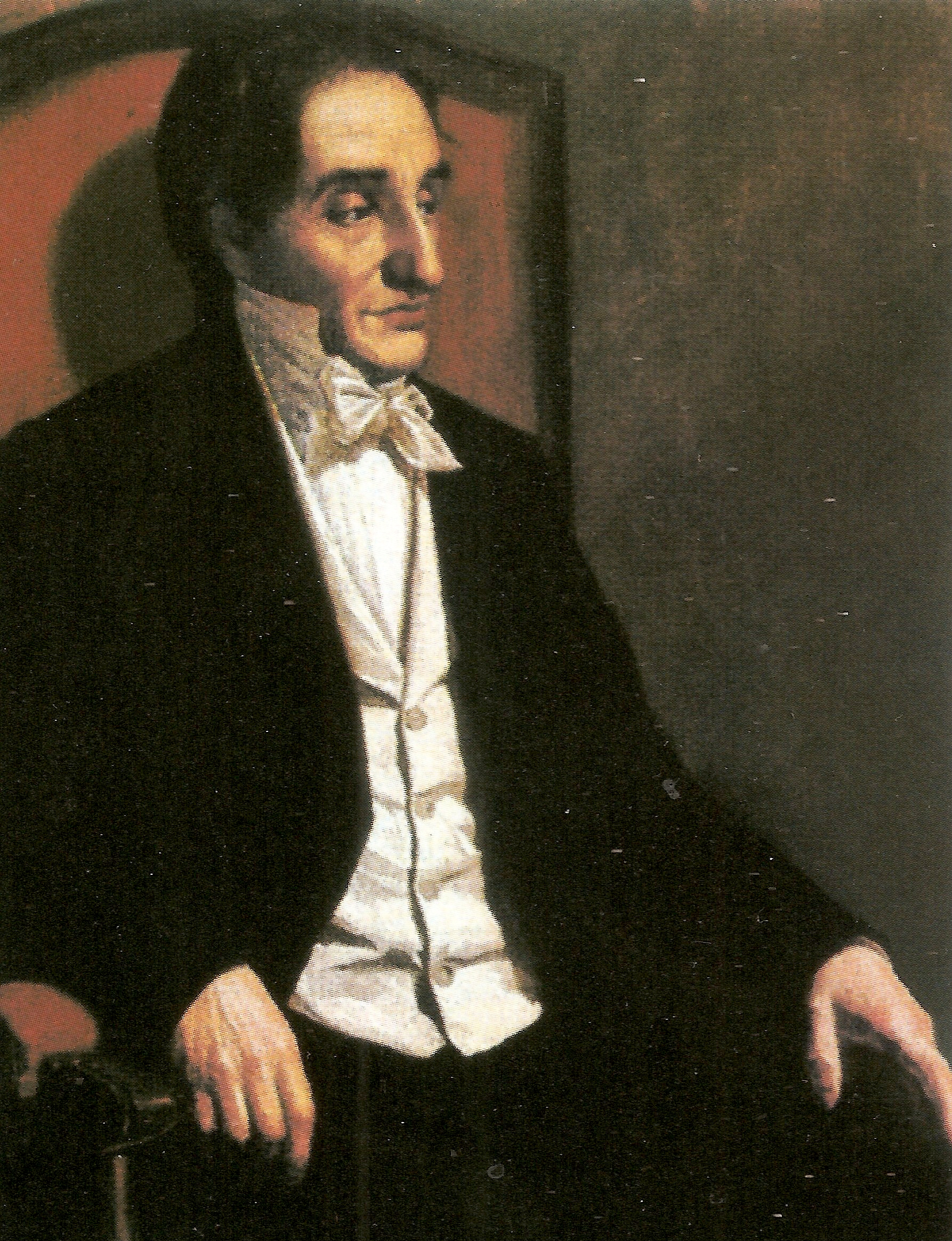
Francisco Antonio Zea

Juan Francisco Antonio Hilarión Zea Díaz (* 21. Oktober 1770 in Medellin, Kolumbien; † 28. November 1822 in Bath, England) war ein kolumbianischer Botaniker und Politiker. Sein offizielles botanisches Autorenkürzel lautet „Zea“.
1805 wurde Zea Professor für Botanik Direktor des Botanischen Gartens in Madrid. 1814 ging er zurück nach Südamerika. Er schloss sich der Unabhängigkeitsbewegung von Simón Bolívar gegen die spanische Kolonialherrschaft an. 1820 wurde er Botschafter Kolumbiens in Großbritannien.